# Калей
Калей (пол. Kalej) — село в Польщі, у гміні Вренчиця-Велька Клобуцького повіту Сілезького воєводства.
Населення — 1694 особи (2011).
У 1975-1998 роках село належало до Ченстоховського воєводства.

## Демографія
Демографічна структура станом на 31 березня 2011 року:
|          | Загалом | Допрацездатний вік | Працездатний вік | Постпрацездатний вік |
| -------- | ------- | ------------------ | ---------------- | -------------------- |
| Чоловіки | 815     | 159                | 571              | 85                   |
| Жінки    | 879     | 163                | 539              | 177                  |
| Разом    | 1694    | 322                | 1110             | 262                  |